# Zámek Villesavin
Zámek Villesavin je venkovský zámek v obci Tour-en-Sologne v departementu Loir-et-Cher, region Centre-Val de Loire. Leží mezi zámky Chambord a Cheverny na břehu řeky Beuvron v Sologne a je jedním z nejmenších zámků na Loiře.